# 新野親矩
新野 親矩（にいの ちかのり）は、戦国時代の武将。今川氏の家臣。遠江国新野新城（舟ケ谷城）主。

## 略歴
新野氏は今川氏の庶流。遠江城東郡新野村（現在の静岡県御前崎市新野地区）に居住する氏族であった。新野氏は戦国期には今川氏の御一門衆の格式を持っていたことが確認される。
信濃国の武将・上田晴昌の次男として誕生。新野親種の養子となる。
『言継卿記』弘治3年（1557年）2月22日条に登場する「新野彦十郎」は初めの頃の名乗りと考えられている。
今川義元が桶狭間の戦いで戦死した後、嫡男・氏真が後を継いでから今川氏は急速に衰えていた。今川氏の連枝から正室を迎えた三河国の松平元康などの離反が相次ぐ中、親矩は氏真に忠節を尽くした。永禄5年（1562年）、同じ遠江の国人であった井伊氏の当主・直親は、小野道好の讒言により謀叛の嫌疑を掛けられ、掛川にて横死した。氏真は直親の嫡子・虎松（のちの井伊直政）の殺害も命令したが、親矩は氏真に命乞いをして、直親の未亡人・おひよと虎松を屋敷に保護している。この事は井伊氏の菩提寺・龍潭寺の住職に「井伊氏の歴史で最大の危機を救った」と評されている。
その後も今川氏の衰退は止まらず、永禄6年（1563年）からは遠江国衆の曳馬城主・飯尾連龍が、犬居城主の天野景泰・元景父子、二俣城主・松井宗恒らと共に今川氏に謀叛を起こした。これは遠州忩劇（遠州錯乱）と呼ばれる遠江一国を巻き込んだ謀叛であるが、親矩はこの時も弟・之規と共に今川方として戦い、引馬城を攻めた際に三浦正俊、中野直由らと共に討死にした。
これには異説があり、『武家事紀』によると永禄7年（1565年）12月20日に飯尾連龍が駿府で誅殺された際、打手の大将として連龍の立て篭もる屋敷を攻め、この戦いで戦死したとされている。
死後、左馬武神社に祀られる。幕末になって井伊直中の十男が親矩の子孫・木俣守易の養子となった後、新野氏の名跡を再興し新野親良を名乗っている。
親矩には一男七女があったとされる。男子の新五郎（甚五郎）は後に後北条氏に仕え、小田原征伐で戦死したという。娘たちのうちの1人は北条氏家臣の狩野主膳に嫁ぎ、後に井伊氏家老となった木俣守勝に再嫁した（守勝に嫁いだのは、その姉との説もある）。主膳との子・守安は実子のない守勝の後を継ぎ、前述のように子孫が新野家を再興することになる。ほか、娘が嫁いだ三浦与右衛門、庵原朝昌（ともに今川氏家臣）の家系も彦根藩の家老となっている。

## 備考
- 新野親矩は後世の文献ではあたかも今川氏親から偏諱から与えられたような名乗りで記されているが、御一家衆の格式の家柄の当主が与えられる諱は今川氏当主の通字である「氏」の一字である。このため、戦国期の新野氏の当主の諱も「氏○」で統一されていた筈であり、「親矩」の諱は事実ではなく後世の創作と考えるべきとする説がある[11]。